# Armènia Menor
|  | Per a altres significats, vegeu «Armènia Menor (desambiguació)». |

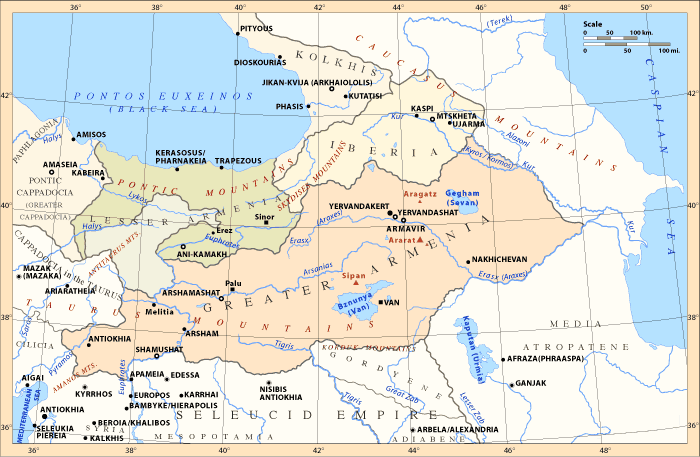
Armènia Menor

L'Armènia Menor (Armenia Minor) fou el nom d'un territori creat pels romans l'any 35 aC i concedit al rei Polemó del Pont, com a part del Pont. El 30 aC els territoris armenis foren cedits a Artavasdes I de Mèdia Atropatene que els va conservar fins a l'any 20 aC. El regne va quedar vacant i de facto sota administració romana. Polemó va morir l'any 1 aC i finalment l'any 18 el va succeir només als territoris armenis el seu fill Zenó (Artaxis Zenó) amb títol de rei de l'Armènia Menor i rei de l'Armènia Major, amb el nom de Artaxes III, que va governar fins a l'any 34 en que en fou desposseït i va retornar a domini directe romà.
L'emperador Claudi el va restaurar el 38 per donar-lo a Cotis, fill d'un altre Cotis (Cotis III rei de Tràcia) mort l'any 19 (que era fill de Remetalces I) mentre que un altre Remetalces (fill de Rescuporis) va obtenir el tron de Tràcia. El 47 Cotis va intentar obtenir el tron d'Armènia (Major) però fou dissuadit pels nobles i finalment (sota pressió imperial) va facilitar la continuïtat de Mitridates com a rei (Mitridates, príncep d'Ibèria, va regnar del 35-36, després del 36 al 37 i finalment del 42 al 51). Cotis hauria regnat fins a una data pròxima al 54.
Al començament del regnat de l'emperador Neró l'any 54, el general Corbuló fou enviat amb plens poders a l'Orient. En primer lloc es van formar dos regnes: el dit de l'Armènia Menor (una part de l'antic regne consistent en Nicòpolis i Satala) que fou donat a l'asmoneu Aristòbul i el dit d'Armènia Sofene (la resta), que fou entregat a l'àrab Sohemos, de la casa d'Emessa (Osroene), amb títol reial. Aristòbul era net d'Herodes el Gran. Abans de ser rei de l'Armènia Menor hauria exercit breument com a rei de Calcis. L'any 61 Neró va decidir incorporar-li el seu regne l'Armènia Sofene, que havia estat donada a Sohemos, cosa que es va portar efecte vers el 62 o 63.
Aristobul fou succeït per un altre Aristòbul, el seu nebot. Ambdós van prendre el nom de Tigranes. El 64, a la mort de Neró, el regne tenia els dies comptats i el territori havia de ser annexionat a Roma. La decisió es va portar a terme en temps de Vespasià, vers l'any 71.

## Reis de l'Armènia Menor
- 35 - 30 aC : Polemó del Pont
- 30 - 20 aC : Artavasdes I d'Atropatene
- 20 a C- 18 : Vacant
- 18 - 34 : Zenó o Artàxies III Zenó (les dues Armènies)
- 34 - 38 : Vacant
- 38 - 53: Cotis de Tràcia
- 53 - 54: Vacant
- 54 - 71: Aristòbul Asmoneu o Tigranes I (Armenia Menor), Sofene incorporada a Armènia Menor l'any 63
- 54 - 61: Sohemos (Sofene)
- 71: Aristòbul el jove o Tigranes II (Armènia Menor amb Sofene)